# قوش تبة (راز)
قوش تبة (بالفارسية: قوش تپه) هي قرية تقع في إيران في قسم راز الريفي. يقدر عدد سكانها بـ 171 نسمة بحسب إحصاء 2016.